# Sérvios do Kosovo

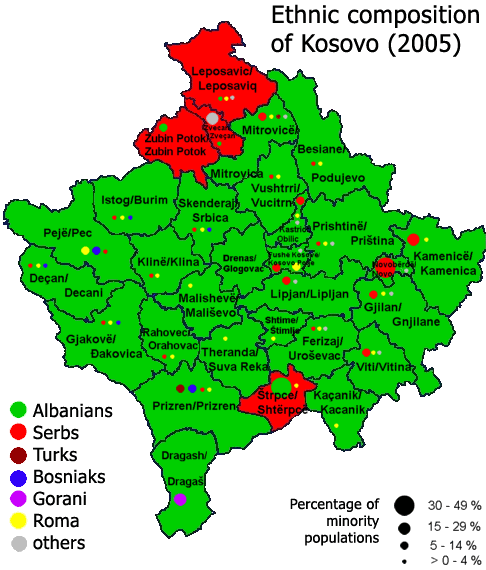
Locais habitados por sérvios em Kosovo (em vermelho).

Os sérvios do Kosovo são o segundo maior grupo étnico do Kosovo. Por volta do século XII, o núcleo cultural, diplomático e religioso do Reino Sérvio foi localizado no Kosovo. Isto tornou-se essencial para o Império Sérvio do século XIV.
Durante o século XX a população sérvia diminuiu constantemente. Sua participação na população total da região é atualmente estimada em 7% pela CIA. A maioria dos sérvios atualmente povoam os enclaves no Kosovo, Kosovo do Norte sendo o maior deles.
A emigração em grande escala da etnia sérvia, especialmente desde 1999, torna-o o único grande grupo étnico no Kosovo a ter uma taxa de crescimento natural negativa, com mortes superando o de nascimentos. A BBC informa que menos de 100.000, 5% dos sérvios permaneceram no Kosovo após o êxodo dos não-albaneses no pós-guerra . A minoria sérvia vive em áreas separadas vigiadas por forças de paz da OTAN. Diplomatas internacionais têm manifestado preocupação com o lento progresso sobre os seus direitos. O Human Rights Watch aponta a discriminação contra sérvios e ciganos no Kosovo.